# Zodarion luctuosum
Zodarion luctuosum là một loài nhện trong họ Zodariidae.
Loài này thuộc chi Zodarion. Zodarion luctuosum được Octavius Pickard-Cambridge miêu tả năm 1872.